# FSC Glucosoral
FSC Glucosoral – gwatemalski klub futsalowy z siedzibą w mieście Gwatemala, obecnie występuje w najwyższej klasie rozgrywkowej Gwatemali.

## Sukcesy
- Klubowe Mistrzostwa CONCACAF w futsalu: 2014
- Mistrzostwo Gwatemali (6): 2013, 2014, 2015, 2016, 2017, 2018